# Kaldorf (Titting)

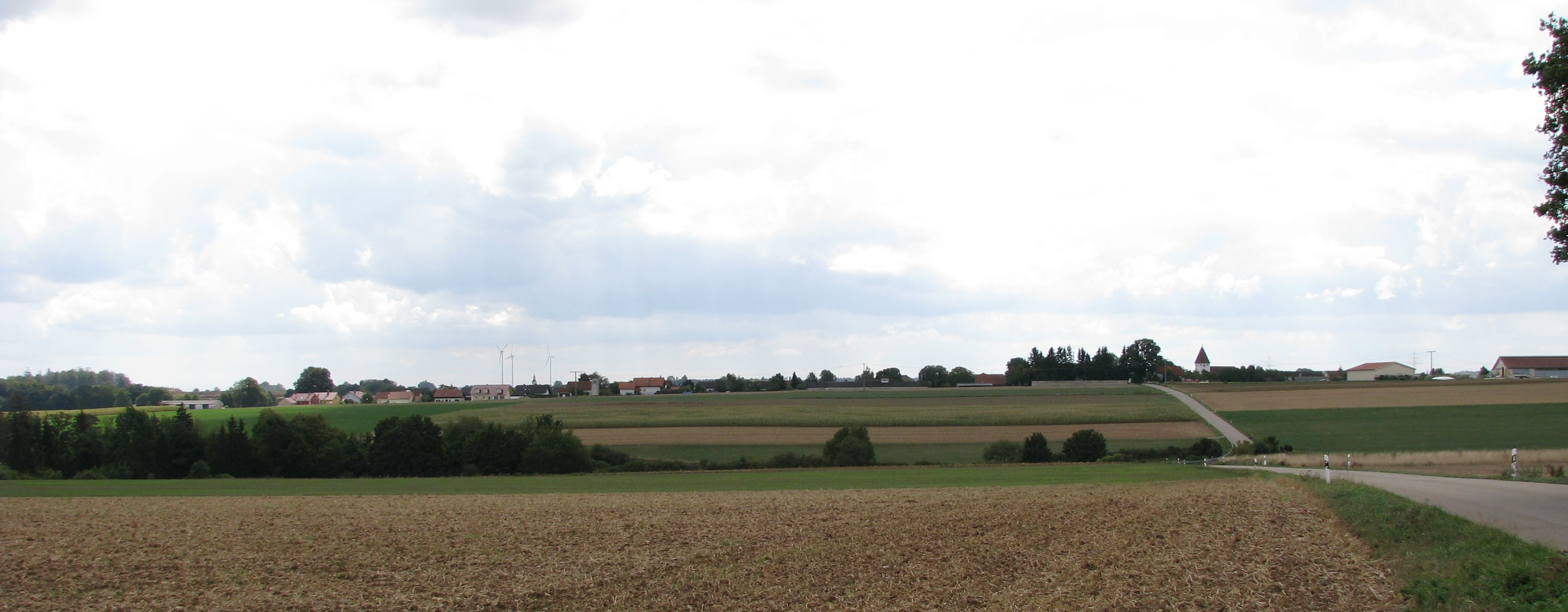
Ortsansicht

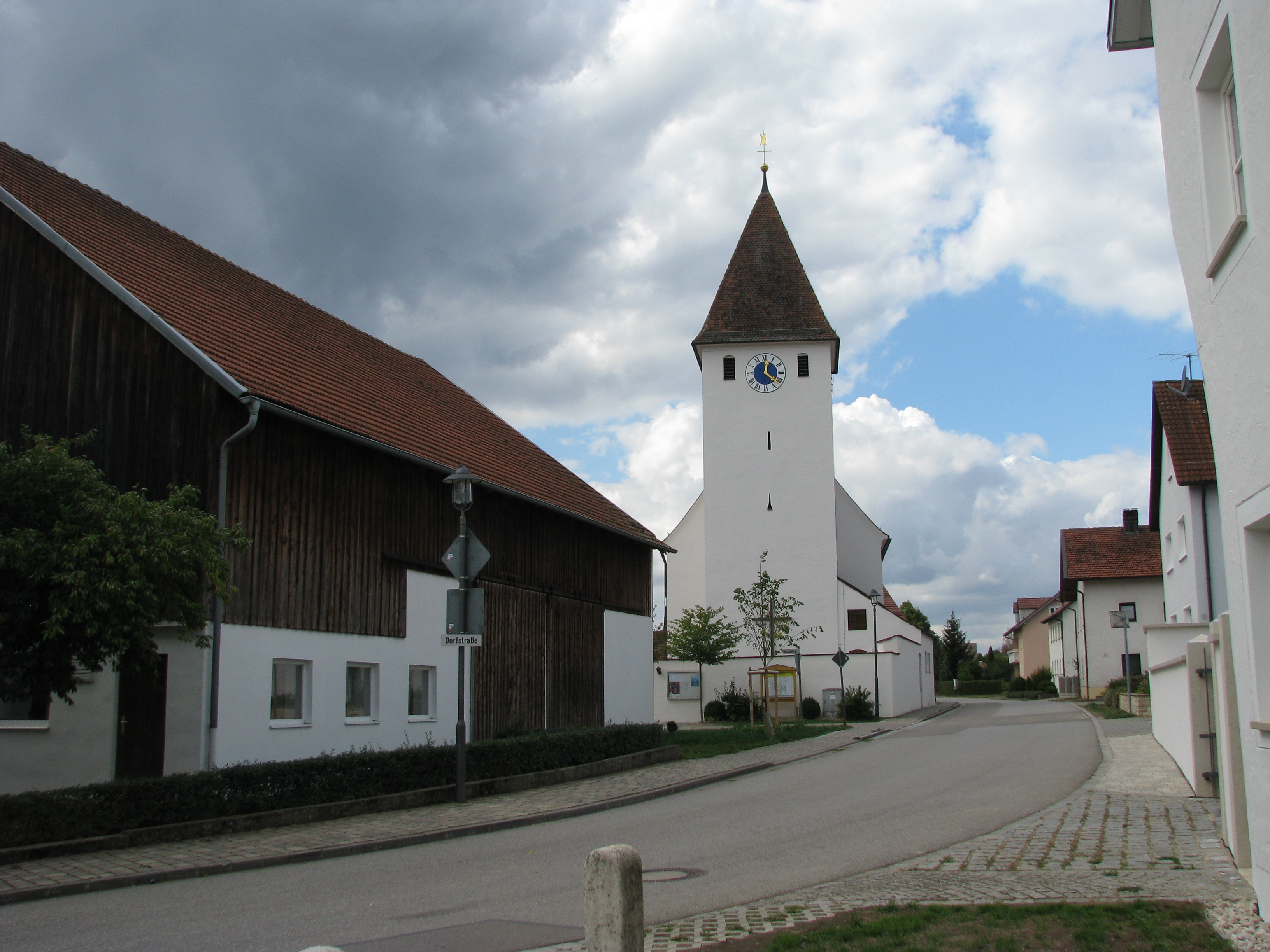
Ortsmitte mit Pfarrkirche

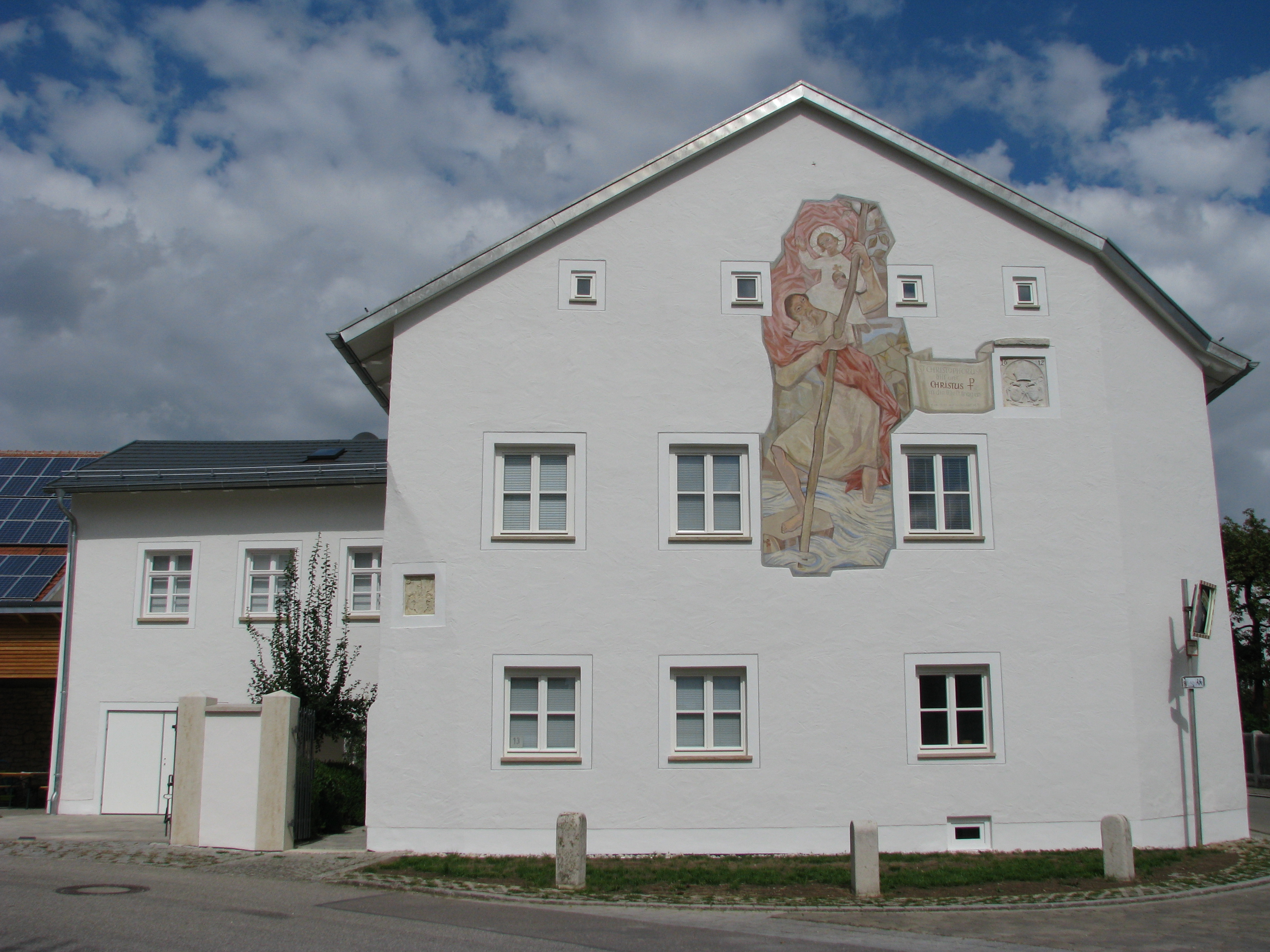
Der historische Pfarrhof von 1612 nach der Renovierung im Jahr 2015

Kaldorf ist ein Ortsteil des Marktes Titting im oberbayerischen Landkreis Eichstätt.
Das Pfarrdorf liegt, umgeben von Feldern und Wiesen, in der Südlichen Frankenalb auf einer Höhe des Jura, ca. 2,5 km südwestlich von Titting. Die nächsten Städte sind Eichstätt (10 km) und Weißenburg (16 km).
Der raetische Limes verlief westlich und südlich von Kaldorf. Das Ortsgebiet gehörte somit nicht zum Imperium Romanum. Südwestlich von Kaldorf befand sich hinter dem Limes ein Kleinkastell. Im Zuge des Limesfalls bis 259/269 n. Chr. wurden die Grenzanlagen von den Römern geräumt und neue Sicherungssysteme hinter der Donau errichtet.
Der Ort wurde erstmals im Jahre 1119 in einer Schenkungsurkunde erwähnt, in der der Eichstätter Domherr Burchard seiner Kirche die Einkünfte aus Kaldorf schenkt. Jedoch wird von Historikern davon ausgegangen, dass Kaldorf schon um das Jahr 800 angelegt wurde und der von Norden bis Nord- und Südosten vor dem Weißenburger Wald verlaufenden, geschlossenen, gerodeten Siedlungszone von Weißenburg bis Eichstätt zuzurechnen ist.
Im Jahr 1870 wurde die Schreibweise des Gemeindenamens geändert: Aus Kahldorf wurde Kaldorf.
1978 wurde die ehemals eigenständige Gemeinde im Zuge der Gebietsreform in den Markt Titting eingemeindet.
In der Umgebung von Kaldorf sind viele Steinbrüche zu finden. Die Staatsstraße 2228 führt durch den Ort.
Im Ort befindet sich die katholische Pfarrei St. Andreas mit der gleichnamigen Pfarrkirche. Diese erhielt 1964 ein neues Geläute mit vier Glocken.